# Le Fils du gardien
Pour plus de détails, voir Fiche technique et Distribution.
Le Fils du gardien (Ο γιος του φύλακα (O Yios tou Phylaka)) est un film grec réalisé par Dimitris Koutsiabasakos et sorti en 2006.

## Synopsis
Pour récupérer une arme qu'il a perdue lors d'un tournage, le jeune journaliste Markos doit retourner dans son village natal au cœur des montagnes désertées du Pinde. Il se heurte à Elias. Leur affrontement perturbe le village.

## Fiche technique
- Titre : Le Fils du gardien
- Titre original : Ο γιος του φύλακα (O Yios tou Phylaka)
- Réalisation : Dimitris Koutsiabasakos
- Scénario : Dimitris Koutsiabasakos
- Direction artistique : Kiki Milou
- Décors : Kiki Milou
- Costumes : Kiki Milou
- Photographie : Odysseus Pavlopoulos
- Son : Dimitris Athanassopoulos
- Montage :
- Musique :
- Société(s) de production : Centre du cinéma grec, C.L Productions, Nova TV, ERT, Akron Studios
- Budget : 330 000 €[1]
- Pays d'origine :  Grèce
- Langue : grec
- Format :  Couleurs - 35 mm - Dolby Digital
- Genre : Drame
- Durée : 98 minutes
- Dates de sortie : 
  -  Grèce : 22 novembre 2006 (Festival international du film de Thessalonique 2006)
  -  Grèce : 12 avril 2007 (sortie nationale)

## Distribution
- Nikolas Aggelis
- Apostolos Totsikas
- Eleni Vergeti
- Dimitris Tzoumakis
- Giorgos Spanias

## Récompenses
- Festival international du film de Thessalonique 2006 : Alexandre d'argent, meilleur jeune réalisateur, prix du public